# Battaglia della Sutjeska
La battaglia della Sutjeska (in bosniaco Bitka na Sutjesci, in tedesco Fall Schwarz) fu combattuta tra il marzo ed il giugno 1943 tra le potenze dell'Asse e i partigiani dell'Esercito Popolare di Liberazione della Jugoslavia, guidati da Tito.
I partigiani jugoslavi riuscirono, pur a costo di pesanti perdite, a sfuggire alla manovra di accerchiamento tedesca e ripiegarono in salvo in Bosnia orientale, dove ripresero la lotta contro l'occupante.

## Storia
Sul finire del 1942, l'armata partigiana, dopo aver superato con perdite, ma senza essere distrutta, gli attacchi degli occupanti e dei collaborazionisti in Bosnia ed Erzegovina (Fall Weiß o Quarta Offensiva), si era rifugiata in Montenegro per sfuggire a nuovi attacchi e riorganizzarsi.
Tuttavia, nel maggio 1943, le truppe dell'Asse, supportate dagli Ustascia e dai Cetnici avevano nuovamente accerchiato i partigiani, ed erano pronte a scatenare una Quinta Offensiva, nome in codice Fall Schwarz.
Poiché la conformazione morfologica e il territorio montenegrino non si confacevano al sistema di combattimento partigiano, Tito prese la decisione di tentare di rompere l'accerchiamento.

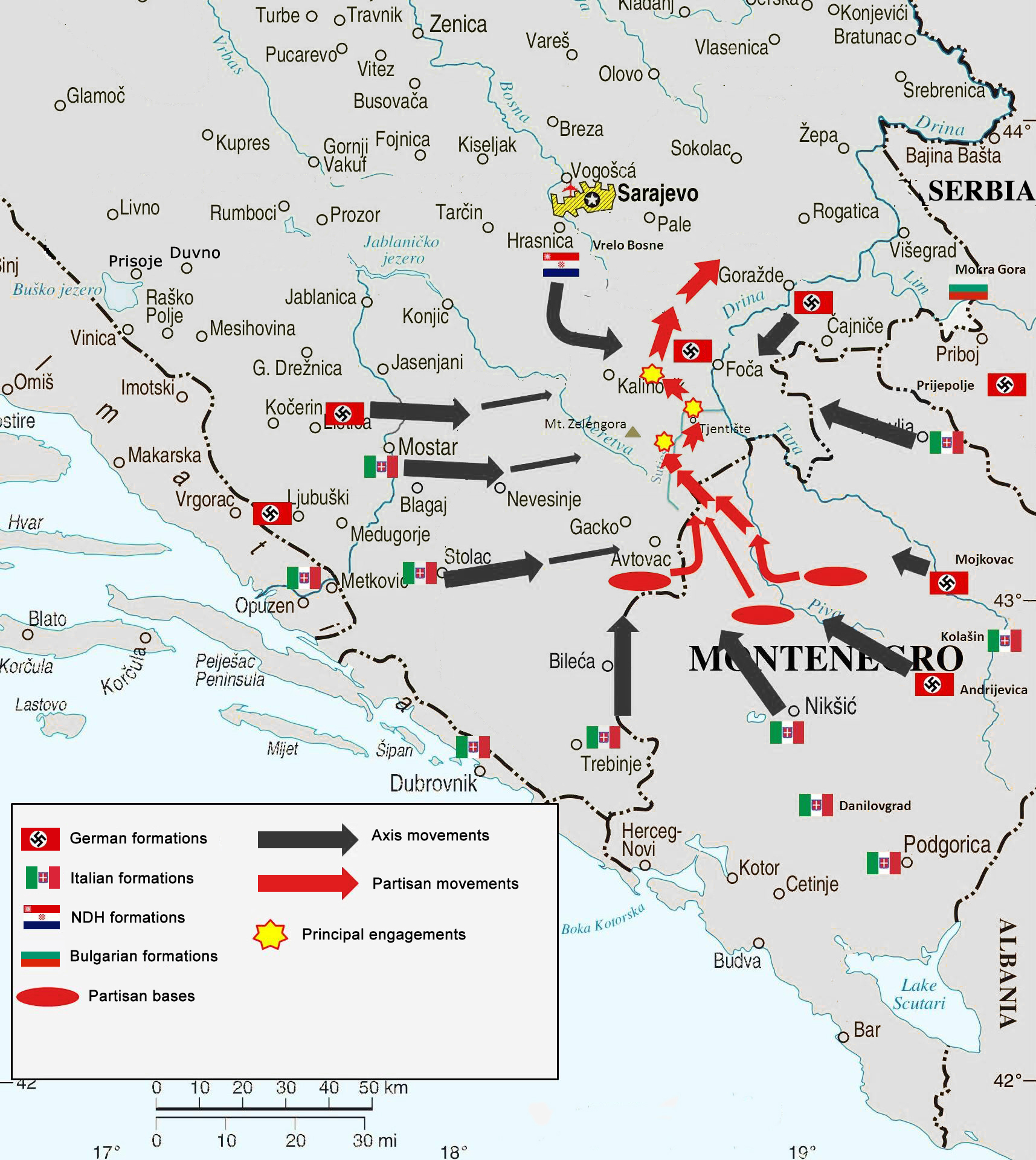
Mappa della battaglia della Sutjeska

Il comando nazista prevedeva un attacco partigiano da sud-est, ma Tito (come aveva già fatto in precedenza nella battaglia della Neretva), ingannando i tedeschi, optò per un rientro verso la Bosnia nord-orientale, attraverso le strette gole della Sutjeska.
La manovra di ritirata fu drammatica a causa dell'aspro terreno montagnosa e della grande superiorità numerica e materiale delle forze tedesche che cercavano di distruggere le forze partigiane accerchiate tra le quali si aveva notizia certa vi fosse anche Tito e tutto il comando supremo nemico. In questa fase della battaglia furono paracadutati sul Monte Durmitor, al centro della sacca formata dai partigiani, i componenti di una missione di collegamento britannica, guidata dal capitano Frederick William Deakin, che parteciparono alla fasi più difficili della ritirata verso nord-ovest.
Lo sfondamento delle linee d'accerchiamento tedesche lungo la Sutjeska ebbe successo, dopo violenti combattimenti, nella prima settimana di giugno; l'attacco decisivo venne sferrato il 10 giugno 1943 a Balinovac dalla 1ª Brigata proletaria di Danilo Lekić che aprì il primo varco, seguita subito dietro dalla 3ª Brigata proletaria della Craina; le truppe tedesco-croate della 369. Divisione vennero sbaragliate e si ritirarono. Il comandante della 1ª Divisione proletaria Koča Popović, decise di passare subito attraverso il varco con tutte le sue truppe senza attendere il comando supremo con Tito che tuttavia riuscì a sua volta a sbucare fuori dall'anello d'accerchiamento insieme alla 2ª Divisione proletaria di Peko Dapčević. Entro il 14 giugno le due divisioni proletarie riuscirono quindi a fuggire verso nord; insieme con queste truppe partigiane si ritirarono in salvo anche Tito, i componenti del comando supremo e i britannici della missione di collegamento.
Rimasero tuttavia bloccati nella sacca compresa tra la Sutjeska e la Piva, i partigiani della 3ª Divisione d'assalto, guidata da Radovan Vukanović e dal famoso Sava Kovačević, che era rimasta a protezione dei feriti e a copertura delle altre forze in ritirata; erano presenti in questo gruppo anche i dirigenti comunisti Milovan Đilas, Ivan Milutinović e Blažo Jovanović. Kovačević organizzò il 13 giugno 1943 un disperato tentativo di sortita attraverso la Sutjeska che terminò con un tragico fallimento; la 1ª Brigata dalmata che marciava in testa, in un primo tempo riuscì a passare ma non mantenne aperto il varco, abbandonando subito le posizioni conquistate; Sava Kovačević dovette quindi sferrare un nuovo attacco ma venne ucciso quasi subito mentre guidava dalla prima linea i suoi uomini. Dopo la morte del comandante, arrivarono sul campo i partigiani della 3ª Brigata del Sangiaccato che sferrarono una serie di attacchi disperati per sfondare lo sbarramento tedesco formato dagli svevi della 7. SS "Prinz Eugen". Nonostante grande coraggio e determinazione, i partigiani subirono fortissime perdite e non riuscirono a sfondare; caddero, tra gli altri, il vice comandante della brigata Momčilo Moma Stanojlović e il commissario politico Božo Miletić che, ferito, si uccise per non cadere prigioniero. Dopo il drammatico combattimento per uscire dalla sacca i superstiti del gruppo accerchiato, guidati da Vukanović, Đilas e Milutinović, si dispersero: una parte della 5ª Brigata montenegrina e un battaglione della brigata del Sangiaccato riuscirono a uscire dalla sacca attraverso il monte Ozren e si ricongiunsero al gruppo operativo principale di Tito, mentre il resto delle truppe e i comandanti tornarono indietro, riattraversarono la Sutjeska e trovarono rifugio nelle foreste del Peručica e del Suhi Potok.
Nei giorni seguenti i tedeschi rastrellarono la sacca ed eliminarono i feriti.
L'armata partigiana, pur con grandi sacrifici, durante mesi di battaglia, riuscì a sfuggire alla morsa nella quale era stata stretta, aumentando in tal modo il proprio prestigio sul fronte iugoslavo.

## Monumento della Sutjeska
Negli anni sessanta il governo della Repubblica Socialista Federale di Iugoslavia fece erigere un imponente monumento per commemorare la battaglia della Sutjeska.

## Film
Fu ispirato dalla battaglia anche un film, analogamente alla Battaglia della Neretva. Vedi La battaglia della Neretva.

## Comandanti partigiani nella battaglia della Sutjeska

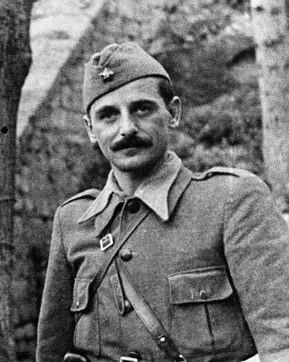
Koča Popović
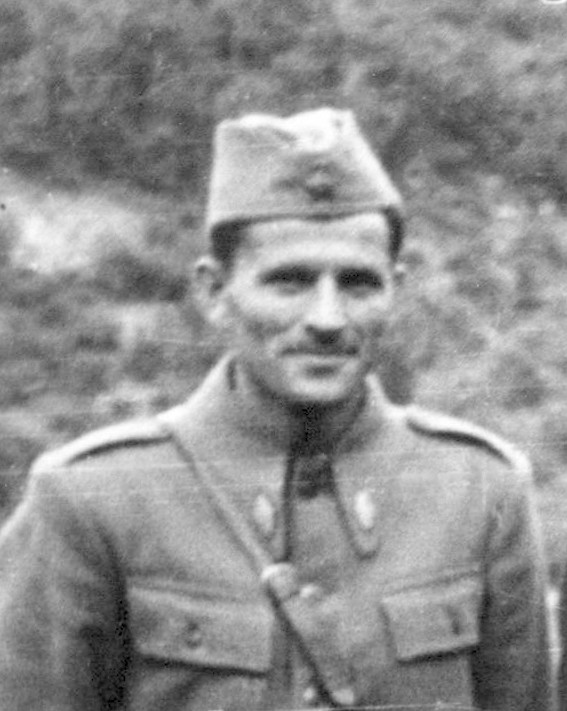
Peko Dapčević
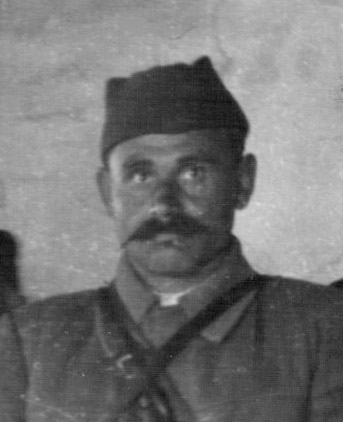
Sava Kovačević
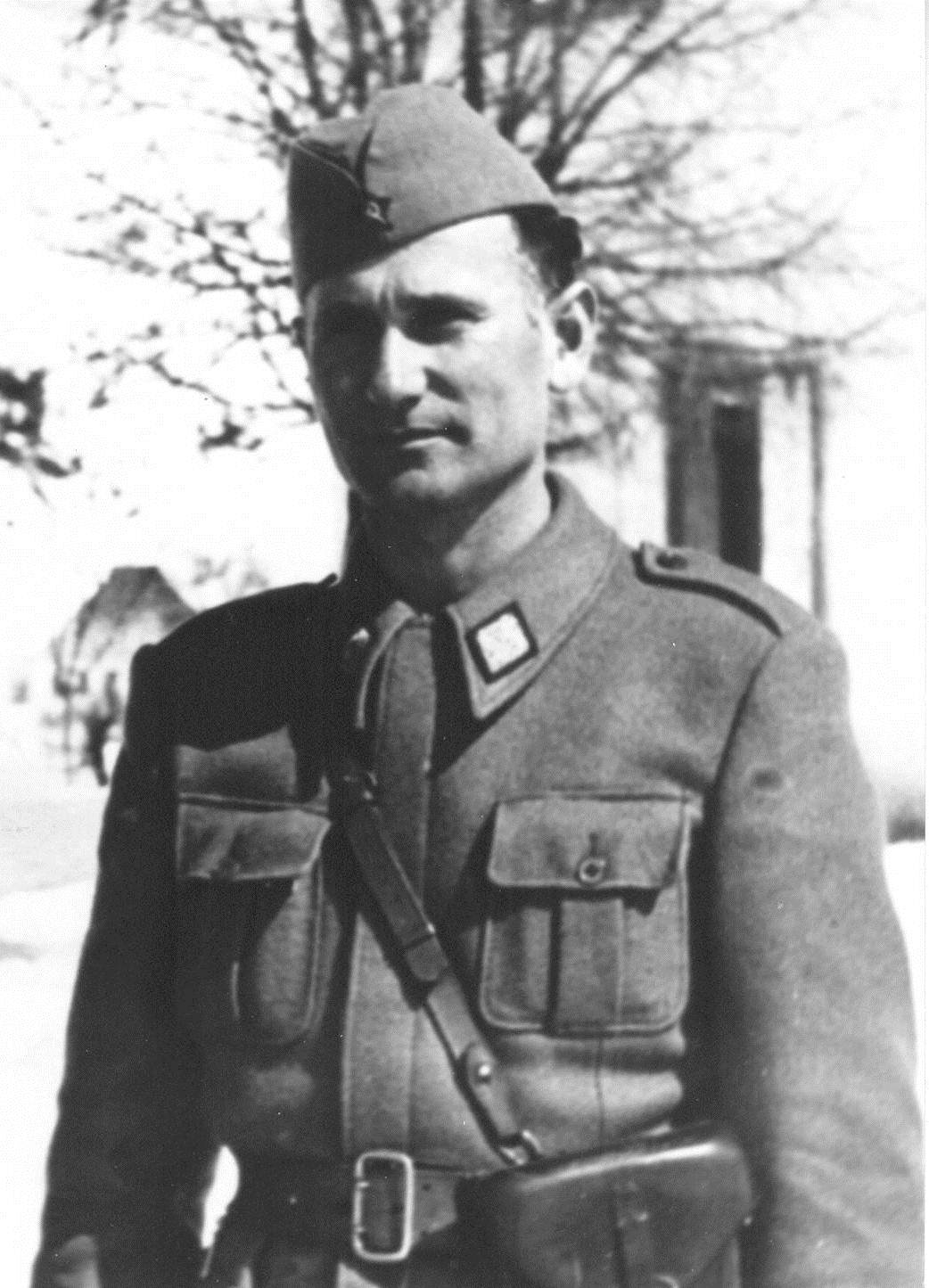
Radovan Vukanović
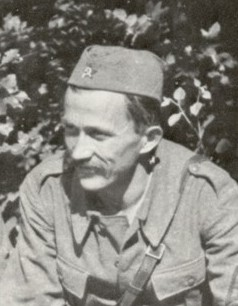
Danilo Lekić